# Ampharete acutifrons
Ampharete acutifrons är en ringmaskart som först beskrevs av Grube 1860.  Ampharete acutifrons ingår i släktet Ampharete och familjen Ampharetidae. Inga underarter finns listade i Catalogue of Life.